# Prolacertiformes
Els prolacertiformes (Prolacertiformes) o protosaures (Protorosauria) són un ordre de sauròpsids (rèptils) arcosauromorfs que van viure durant els períodes Permià superior fa 258 milions d'anys en el Wuchiapingiano i el Triàsic superior durant el Carnià, fa 203 milions d'anys.
Moltes espècies de prolacertiformes semblen haver estat adaptades a una forma de vida arbòria, incloent el "volador d'ala delta" Sharovipteryx, mentre que uns altres, tals com Tanystropheus, tenien colls extremadament de llarg i rígids usats possiblement per pescar, i van poder haver estat, per almenys en part, aquàtics.

## Sistemàtica
- Ordre Prolacertiformes
  - Família Protorosauridae
    - Protorosaurus

  - Família Prolacertidae
    - Kadimakara
    - Pamelaria
    - Prolacerta
    - Jesairosaurus
    - Malerisaurus
    - Macrocnemus
    - Langobardisaurus
    - Boreopricea
    - Cosesaurus
    - Prolacertoides
    - Megacnemus

  - Família Sharovipterygidae
    - Sharovipteryx

  - Família Tanystropheidae
    - Tanytrachelos
    - Tanystropheus
    - Dinocephalosaurus